# Travis d'Arnaud
Travis d'Arnaud (né le 10 février 1989 à Long Beach, Californie, États-Unis) est un receveur des Ligues majeures de baseball qui évolue avec les Braves d'Atlanta.

## Carrière

### Ligues mineures

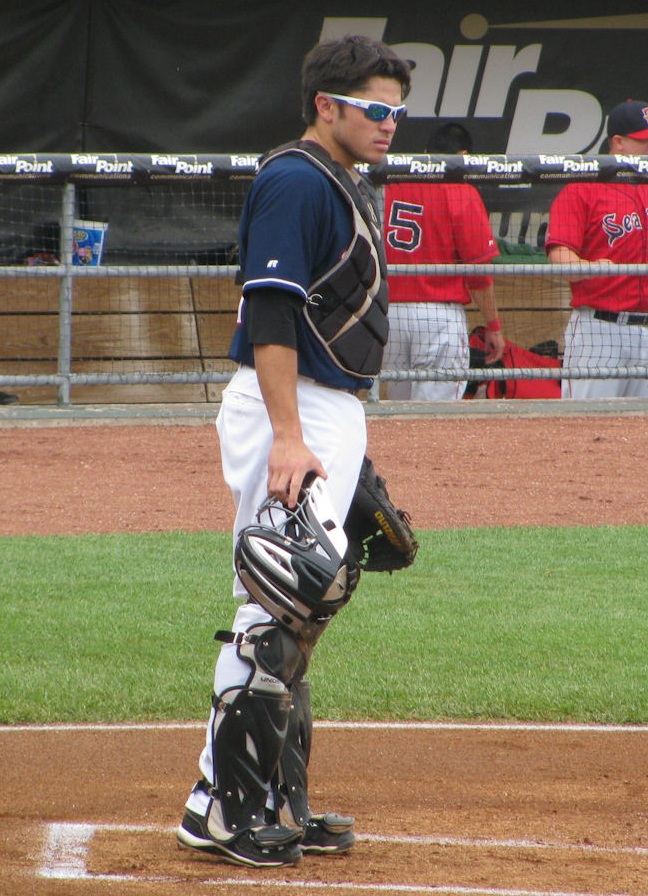
Travis d'Arnaud en 2011 avec les Fisher Cats du New Hampshire, le club-école Double-A des Blue Jays de Toronto.

Travis d'Arnaud est le choix de première ronde des Phillies de Philadelphie et le 37e athlète sélectionné au total lors du repêchage des joueurs amateurs en 2007. De 2007 à 2009, il évolue en ligues mineures dans l'organisation des Phillies. Le 16 décembre 2009, Philadelphie obtient des Blue Jays de Toronto le lanceur vedette Roy Halladay en retour de trois joueurs d'avenir : le lanceur Kyle Drabek, le voltigeur Michael Taylor et Travis d'Arnaud. Le jeune receveur évolue 3 saisons en ligues mineures avec des clubs affiliés aux Blue Jays avant d'être impliqué dans une autre transaction d'importance. En effet, le 17 décembre 2012, Toronto cède d'Arnaud, le lanceur droitier Noah Syndergaard, le receveur John Buck et le voltigeur Wuilmer Becerra aux Mets de New York en retour du gagnant du trophée Cy Young du meilleur lanceur de la Ligue nationale en 2012, R. A. Dickey, et une paire de receveurs (Josh Thole et Mike Nickeas).
Durant son parcours en ligues mineures, d'Arnaud apparaît plusieurs années de suite au classement annuel des 100 meilleurs joueurs d'avenir de Baseball America. Entré en 81e place du palmarès au début 2010, il passe à la 36e place en 2011, puis aux 17e et 34e rangs en 2012 et 2013, respectivement. Une blessure aux ligaments du genou gauche en 2012 peut expliquer cette chute au classement, bien que MLB.com le place au 6e rang de sa liste des joueurs les plus prometteurs en janvier 2013. Cette blessure lui fait renoncer à sa participation au match des étoiles du futur en juillet 2012 à Kansas City. Elle s'ajoute à d'autres blessures subies précédemment, notamment une au pouce gauche que le receveur s'inflige en jouant pour l'équipe des États-Unis lors de la Coupe du monde de baseball 2011 au Panama et qui nécessite une intervention chirurgicale. En avril 2013, d'Arnaud, qui appartient maintenant aux Mets, subit une fracture du premier métartasien du pied gauche. Il effectue un retour au jeu en juillet et dispute enfin ses premiers matchs avec un club-école des Mets. Au total, il ne dispute que 32 parties de ligues mineures en 2013.

### Mets de New York
Travis d'Arnaud fait ses débuts dans le baseball majeur le 17 août 2013 avec les Mets de New York dans un match face aux Padres de San Diego, rencontre dans laquelle il soutire deux buts-sur-balles en quatre passages au bâton. Il réussit son premier coup sûr dans les majeures le 20 août suivant et il s'agit d'un double aux dépens du lanceur Luis Ayala des Braves d'Atlanta. Le 25 août, il frappe aux dépens de Rick Porcello des Tigers de Détroit son premier coup de circuit. Une nouvelle blessure, cette fois une fracture au pied, ralentit ses efforts : il ne joue que 63 matchs des mineures et des majeures au total durant l'année. Ses performances offensives (moyenne au bâton de ,202 / moyenne de présence sur les buts de ,286 / moyenne de puissance de ,263) avec les Mets sont décevantes, mais il n'a obtenu que 112 passages au bâton en 21 matchs. 

## Vie personnelle
Travis d'Arnaud, qui a pour modèles les receveurs Mike Piazza et Russell Martin, est le jeune frère de Chase d'Arnaud, joueur d'arrêt-court né en 1987 ayant fait ses débuts dans les Ligues majeures avec Pittsburgh en 2011.